# Лангош
Лангош (мађ. Lángos) је мађарски специјалитет од теста. То је врста погаче која се може видети и у Аустрији, Румунији, Чешкој и у северним деловима Србије. У Војводини је познат и под називом „мађарске мекике“. Смеса за лангош прави се од брашна, квасца, соли и воде, а пржи се на уљу. У последње време продаје се у ресторанима брзе хране.

## Назив и порекло
Назив лангош потиче од мађарске речи láng која значи пламен. Као и друге врсте погача, води порекло од староримског хлеба panis focacius који се пекао у пећима, непосредно у близини ватре. Лангош се обично припремао за доручак, на дан када је печен хлеб. Део теста одвајан је и припреман на овај начин.

## Варијанте
Према традиционалном рецепту, тесто се прави од брашна, квасца, соли и воде. У Мађарској је популаран и рецепт са додатком пасираног кромпира, јогурта и павлаке. Пржени лангош премазује се белим луком и надева филом по жељи. Најчешће је то рендани или ситни сир, павлака, печурке, кефир и друго. У Мађарској су популарне слане варијанте, док се у Војводини припрема и једе и са премазом од џема.

## Слична јела
Амерички домороци познају рецепт изузетно сличан лангошима. У Сједињеним Државама је познат као фрајбред (енгл. frybread - пржени хлеб), док је у Канади познат као банок (енгл. bannock). Kao и лангоши, и индијански пржени хлеб је настао као сиротињска храна, из онога што су домороци имали након доласка Европљана у изобиљу, а то је пре свега брашно и свињска маст. Наиме, Европљани су домороцима са којима су били у контакту делили пакете брашна и свињске масти јер се дешавало да домороци више нису имали шта да једу због одузимања земљишта. И поред свог контроверзног порекла овај рецепт се и даље често спрема по индијанским резерватима те се сматра једним од главних одличја домородачке кухиње.